# My One and Only Love
"My One and Only Love" je populární píseň z roku 1952, jejíž hudbu složil Guy Wood a text napsal Robert Mellin. Je uznávána jako jazzový standard. Jazzový kritik Benny Green soudí, že se jedná o jednu z nejskvěleji vyvedených balad, které byly po druhé světové válce napsány.

## Historie
Vzešla z písně “Music from Beyond the Moon”, kterou v roce 1947 napsali Guy Wood a Jack Lawrence. Ve čtyřicátých letech neuspěla ani její verze od Vice Damona, ani od Tonyho Martina. Zásluhou saxofonisty Charlieho Ventury se až v padesátých letech 20. století z písně stala opravdová jazzová balada. Velmi známá je také pozdější interpretace Johna Coltrana se zpěvem Johnnyho Hartmana. Podle jazzového kritika a hudebního historika Teda Gioiy se jedná o klasickou nahrávku, která mezi fanoušky jazzu nikdy nepřestane být populární. Poměrně dobře se v hitparádě umístilo i podání Franka Sinatry, který píseň nahrál jako B stranu svého singlu "I've Got the World on a String".

## Cover verze (výběr)
- 1953 – Frank Sinatra
- 1953 – Charlie Ventura, instrumentální verze
- 1955 – Ella Fitzgeraldová
- 1962 – Dean Martin, album Cha Cha de Amor
- 1962 – Andy Williams, album Warm and Willing
- 1963 – John Coltrane a Johnny Hartman, album John Coltrane and Johnny Hartman
- 1977 – Sonny Rollins, instrumentální verze
- 1987 – Michael Brecker, instrumentální verze, album Michael Brecker
- 1991 – Sting, soundtrack k filmu Leaving Las Vegas
- 2005 – Rod Stewart, album Thanks for the Memory: The Great American Songbook, Volume IV
- 2011 – Doris Dayová, album My Heart
- 2012 – Paul McCartney, album Kisses on the Bottom